# Biesse-Carrera-Premac
La Biesse-Carrera-Premac è una squadra maschile italiana di ciclismo su strada con licenza Continental.
Attiva dal 2018 come squadra UCI, è la diretta erede dello storico G.S. Gavardo di Gavardo (provincia di Brescia) attivo nel dilettantismo dal 1958. Al 2022 la squadra ha sede a Ghedi ed è diretta dall'ex professionista Marco Milesi.

## Cronistoria

### Annuario
| Anno | Codice | Nome                          | Cat.        | Biciclette | Dirigenza                                                                                             |
| ---- | ------ | ----------------------------- | ----------- | ---------- | --- |
| 2007 | -      | Gavardo Tecmor                | Elite 2     | Carrera    | Dir. sportivi: Diego Ferrari                                                                          |
| 2008 | -      | Gavardo Tecmor                | Elite 2     | Carrera    | Dir. sportivi: Diego Ferrari                                                                          |
| 2009 | -      | Gavardo Tecmor                | Elite 2     | Carrera    | Dir. sportivi: Mario Manzoni                                                                          |
| 2010 | -      | Gavardo Tecmor                | Elite 2     | Carrera    | Dir. sportivi: Mario Manzoni                                                                          |
| 2011 | -      | Gavardo Tecmor                | Elite 2     | Carrera    | Dir. sportivi: Mario Manzoni                                                                          |
| 2012 | -      | Gavardo Tecmor                | Elite 2     | Carrera    | Dir. sportivi: Giancarlo Raimondi                                                                     |
| 2013 | -      | Gavardo Tecmor                | Elite 2     | Carrera    | Dir. sportivi: Giancarlo Raimondi                                                                     |
| 2014 | -      | Gavardo Tecmor                | Elite 2     | Carrera    | Dir. sportivi: Giancarlo Raimondi                                                                     |
| 2015 | -      | Gavardo Biesse Carrera Tecmor | Elite 2     | Carrera    | Dir. sportivi: Giancarlo Raimondi, Sergio Gozio                                                       |
| 2016 | -      | Gavardo Biesse Carrera Tecmor | Elite 2     | Carrera    | Dir. sportivi: Massimo Rabbaglio, Sergio Gozio                                                        |
| 2017 | -      | Gavardo Biesse Carrera Tecmor | Elite 2     | Carrera    | Dir. sportivi: Massimo Rabbaglio, Sergio Gozio                                                        |
| 2018 | BIC    | Biesse Carrera Gavardo        | Continental | Carrera    | Manager: Gabriele Scalmana Dir. sportivi: Marco Milesi, Sergio Gozio, Massimo Rabbaglio               |
| 2019 | BIC    | Biesse Carrera                | Continental | Carrera    | Manager: Gabriele Scalmana Dir. sportivi: Marco Milesi, Sergio Gozio, Massimo Rabbaglio, Mario Scirea |
| 2020 | BIA    | Biesse Arvedi                 | Continental | Pinarello  | Manager: Massimo Rabbaglio Dir. sportivi: Marco Milesi, Sergio Gozio                                  |
| 2021 | -      | Biesse Arvedi                 | Elite 2     | Pinarello  | Dir. sportivi: Marco Milesi, Massimo Casadei, Sergio Gozio, Massimo Rabbaglio                         |
| 2022 | BIE    | Biesse-Carrera                | Continental | Carrera    | Manager: Roberto Bicelli Dir. sportivi: Marco Milesi, Dario Nicoletti                                 |
| 2023 | BIE    | Biesse-Carrera                | Continental | Carrera    | Manager: Roberto Bicelli Dir. sportivi: Marco Milesi, Dario Nicoletti                                 |
| 2024 | BIE    | Biesse-Carrera                | Continental | Carrera    | Manager: Roberto Bicelli Dir. sportivi: Marco Milesi, Dario Nicoletti                                 |
| 2025 | BIE    | Biesse-Carrera-Premac         | Continental | Carrera    | Manager: Simone Boifava Dir. sportivi: Marco Milesi, Dario Nicoletti                                  |

## Organico 2025
Aggiornato al 1º agosto 2025.

### Staff tecnico
|  | Naz.              | Ruolo | Sportivo        |  |  |  |
|  | ----------------- | ----- | --------------- |  |  |  |
|  | Italia (bandiera) | GM    | Simone Boifava  |  |  |  |
|  | Italia (bandiera) | DS    | Marco Milesi    |  |  |  |
|  | Italia (bandiera) | DS    | Dario Nicoletti |  |  |  |

### Rosa
|  | Naz.               |  | Sportivo              | Anno |  |  |
|  | ------------------ |  | --------------------- | ---- |  |  |
|  | Italia (bandiera)  |  | Filippo Agostinacchio | 2003 |  |  |
|  | Italia (bandiera)  |  | Nicolò Arrighetti     | 2004 |  |  |
|  | Italia (bandiera)  |  | Michele Bicelli       | 2006 |  |  |
|  | Italia (bandiera)  |  | Andrea Donati         | 2006 |  |  |
|  | Italia (bandiera)  |  | Andrea Godizzi        | 2006 |  |  |
|  | Italia (bandiera)  |  | Etienne Grimod        | 2005 |  |  |
|  | Polonia (bandiera) |  | Filip Gruszczynski    | 2005 |  |  |
|  | Italia (bandiera)  |  | Federico Iacomoni     | 2002 |  |  |
|  | Italia (bandiera)  |  | Luca Maggia           | 2005 |  |  |
|  | Italia (bandiera)  |  | Alessandro Milesi     | 2006 |  |  |
|  | Italia (bandiera)  |  | Davide Quadriglia     | 2006 |  |  |
|  | Italia (bandiera)  |  | Nicola Rossi          | 2003 |  |  |
|  | Italia (bandiera)  |  | Cristian Sanfilippo   | 2006 |  |  |